# میخائیل ایوانوف (بازیکن واترپلو)
میخائیل ایوانوف (انگلیسی: Mikhail Ivanov؛ زادهٔ ۱۸ آوریل ۱۹۵۸) بازیکن واترپلو اهل اتحاد جماهیر شوروی سوسیالیستی بود.